# Система обмена изображениями
Система обмена изображениями («PECS» — «Picture Exchange Communication System»; «Коммуникационная система обмена изображениями») — это система дополнительной (агументативной) и альтернативной коммуникации (АДК), разработанная компанией «Pyramid Educational Consultants, Inc». «PECS» была разработана в 1985 году в рамках Делавэрской программы по аутизму (Delaware Autism Program) под руководством доктора философии Энди Бонди, и магистра и сертифицированного логопеда (CCC-SLP) Лори Фрост. Разработчики PECS заметили, что традиционные методы коммуникации, включая имитацию речи и язык жестов, полагались на учителя в инициировании (начинании) социальных взаимодействий (интеракций), и ни один из них не фокусировался на обучении учеников инициированию взаимодействий. Основываясь на этих наблюдениях, Бонди и Фрост создали функциональные средства общения для людей с различными проблемами коммуникации. Хотя PECS была первоначально разработана для маленьких детей с расстройствами аутистического спектра (РАС), её использование стало гораздо более распространённым. На протяжении многих лет PECS была успешно использована с людьми с различными диагнозами и возрастами. PECS — это основанная на фактических данных практика, которая была очень успешной в отношении развития функциональных коммуникативных навыков.

## Философия
Протокол обучения основан на принципах прикладного анализа поведения (ПАП)или ABA-терпией. Целью PECS является спонтанная и функциональная коммуникация. Протокол обучения PECS основан на книге Б. Ф. Скиннера, «Вербальное поведение», так что функциональные словесные операнты (спонтанные элементы поведения) систематически преподаются с использованием стратегий побуждения и подкрепления, которые приведут к независимой коммуникации. Устные подсказки не используются, что создает инициирование и позволяет избежать зависимости от учителя. PECS начинается с обучения ученика обмену изображением желаемого предмета с коммуникативным партнёром, который немедленно выполняет запрос. После того, как ученик научится самостоятельно запрашивать желаемый предмет, система начинает обучать распознаванию символов и тому, как построить простое предложение. На самых продвинутых этапах люди учатся отвечать на вопросы и комментировать. Кроме того, описательные понятия языка, такие как размер, форма, цвет, число и т. д. также преподаются, чтобы ученик мог сделать свое сообщение более конкретным. Например, «я хочу большой жёлтый шар».

## Протокол PECS
Инвентарь подкрепления: до внедрения протокола PECS настоятельно рекомендуется, чтобы учитель, родитель или опекун разработали инвентарь предметов, таких как игрушки, книги и съедобные изделия, которые нравятся ученику. Предметы представляются ученику, чтобы определить, какой из них они хотят. Эта оценка предпочтений завершается в течение дня во время различных повседневных активностей. Как только желаемый предмет или действие определено, коммуникативный партнер соблазняет ученика предметом (-ами), удерживая или показывая предмет. Таким образом, словесные подсказки не нужны. Выбранные подкрепления должны быть оценены по силе воздействия, чтобы убедиться, что они последовательно мотивируют ученика.
Протокол PECS происходит в шесть фаз:
Фаза 1 — Как коммуницировать: На первой фазе основное внимание уделяется обучению ученика инициировать социальное взаимодействие путем обмена изображением желаемого предмета. Этот обмен преподается, представляя одно изображение, выбранное терапевтом на основе наблюдаемых предпочтений ученика. На первом этапе задействованы два учителя. Один выступает в качестве коммуникативного партнёра ученика, а другой — в качестве физического подсказчика, который подсказывает ученику после того, как он совершает инициирование к желаемому предмету. Ученика учат подбирать картинку и тянуться к коммуникативному партнёру с изображением в обмен на запрошенный предмет.
Фаза 2 — дистанция и настойчивость: во время фазы 2 ученика учат расширять инициированное социального взаимодействия, создавая для ученика мотивацию отыскать коммуникативного партнера, даже если он или она не находятся рядом. Цель этого этапа — сделать так, чтобы ученик использовал свои запросы в разных местах и среди разных людей, а также повысить вероятность спонтанной коммуникации. Ученика учат коммуницировать на больших расстояниях, будь то за столом или в другом месте, чтобы найти коммуникативного партнёра, и инициировать спонтанную коммуникацию. Обучение должно проходить в разных условиях, с разными коммуникативными партнёрами и разными типами мотивирующих и предпочитаемых предметов, чтобы помочь в обобщении (генерализации, то есть понимании, что одни и те же правила могут работать в разных условиях) использования PECS.
Фаза 3 — Распознавание между символами: Как только ученик продемонстрирует «дистанцию и настойчивость» в нескольких ситуациях с несколькими партнёрами по общению, он готов к ознакомлению с Фазой IIIA — Визуальное распознавание. Во время структурированных учебных занятий ученик начнет работать над разделением крайне предпочтительных и не предпочтительных предметов. В другое время дня ученик должен продолжать обобщать навыки Фазы II. Следующий шаг — научить распознавать два предмета, которые являются контекстуально значимыми (релевантными) и желательными для ученика. Это делается с помощью проверок соответствия, чтобы гарантировать, что ученик запрашивает и принимает предмет, который он или она просит. Это учит распознаванию символов и тому, как выбрать символ, который изображает нужный предмет. Если у учеников возникают трудности с распознаванием, существуют систематические способы коррекции ошибок и альтернативные стратегии. Приложение «ECS Phase III», созданное «Pyramid Educational Consultants», предоставляет терапевтам простой способ практиковать распознавание по изображению с одному или несколькими ученикам в течение одного занятия.
Фаза 4 — Использование фраз: В рамках Фазы 4 ученик учится создавать простые предложения, делая вставку на месте пропущенных слов в предложении, в таких запросах, как «Я хочу ____». Запросы состоят из предложения «Я хочу» и изображения желаемого действия или предмета. Коммуникативный партнер зачитывает предложение после того, как оно было составлено учеником. После того, как ученик научился составлять предложение и указывать на рисунки, для побуждения к вокализации коммуникативный партнёр при зачитывании предложения включает паузу между «Я хочу» и изображением желаемого предмета. Ученик на месте паузы может начать озвучивать название предмета. Речь и вокализация поощряется предоставлением ученику большего количества запрошенного предмета или вида деятельности и дополнительных предпочтительных предметов в качестве способа мотивации речи на будущих обменах. Речь и вокализации никогда не требуются от ученика, а только лишь побуждаются за счет использования паузы. Обучение пользователей PECS созданию предложения с использованием таких выражений, как «Я хочу ___», является первым шагом в освоении более сложных предложений. После того, как ученик изучит основную структуру предложения, его обучают таким описательным словам (дескрипторам), как цвет, форма, размер, число, чтобы ученик мог сделать свои предпочтения более конкретными, например «Я хочу 3 машины».
Фаза 5 — Ответ на прямой вопрос: На фазе 5 ученика учат отвечать на вопрос «Что Вы хотите?» Цель этого этапа состоит в том, чтобы ученик ответил «Я хочу ___» после того, как ему был задан вопрос «Что Вы хотите?» Эта фаза добавляется в уже установленный навык построения предложения. В то же время всё ещё используется предпочтительный предмет, чтобы мотивировать пользователя ответить. Используется процедура подсказки с задержкой, при которой вопрос и подсказка жестикуляцией первоначально показываются одновременно, а затем устанавливается задержка между вопросом и подсказкой жестикуляцией. В конечном счёте, ученик должен ответить на вопрос прежде, чем будут предоставлены дополнительные подсказки.
Фаза 6 — Комментирование: Теперь ученик может делать спонтанные запросы и отвечать на вопросы, например «Что Вы хотите?», построив предложение «Я хочу ___». На фазе VI ученика учат отвечать, комментируя вопросы, а также спонтанно комментировать предметы, людей или действия, присутствующие в его или её среде. В этой фазе ученика также учат, что смысл предложения начинается с разграничения между ответами на вопросы «Что Вы видите?», что приводит к социальному результату и «Что Вы хотите?», что приводит к материальному результату. Терапевт должен структурировать окружающую среду, чтобы дать ученику множество возможностей для разнообразных коммуникационных ситуаций, охватывающих все его коммуникативные навыки.
В зависимости от возраста и когнитивного (умственного) уровня пользователя, время освоения PECS будет варьироваться. Одно исследование показало, что для освоения всех шести фаз PECS пользователям требуется в среднем 246 испытаний.

## Эффективность
Существуют данные, что PECS легко усваивается большинством учеников, и его основным преимуществом является способ коммуникации для детей и взрослых, у которых ограниченная речь или её отсутствие из-за аутизма или других расстройств коммуникации. Что касается включения АДК в инклюзивное образование, есть данные, что PECS наиболее легко выучить, когда обучение происходит в общеобразовательной среде.
Консенсус среди большинства исследователей заключается в том, что «PECS рекомендуется в качестве доказательного вмешательства для улучшения функциональных коммуникативных навыков людей с РАС». С другой стороны, в Национальном отчете по стандартам (National Standards Report) от Национального центра аутизма (National Autism Center) за 2009 год PECS назван среди новых методов лечения, которые не имеют достаточных доказательств эффективности.
Первоначальная проблема заключалась в том, что PECS может задерживать или тормозить развитие речи. Тем не менее, недавний обзор нескольких рецензированных исследований показал, что «в рассмотренных исследованиях нет доказательств того, что PECS подавлял речь; наоборот, если наблюдался какой-либо эффект, он был скорее стимулирующим, чем ингибирующим (подавляющим)». Когда возникают трудности, это часто происходит из-за нехватки мощных подкреплений и/или ошибки терапевта. Систематический обзор вмешательств для детей с РАС показал, что использование PECS привело к кратковременному улучшению усвоения слов, но эффекты не сохранялись с течением времени.
Данные метаанализа показывают, что PECS не приводит к одинаковым коммуникативным результатам для всех детей с РАС. Обучение PECS, по-видимому, оказывает наиболее благоприятное воздействие на младших учеников. Исследования показывают, что «PECS, вероятно, лучше всего использовать в качестве начального вмешательства для обучения базовым основам того, что является коммуникативным обменом», и не является лучшим выбором для долгосрочного вмешательства, и может быть лучше реализована, как часть мультимодальной системы, когда коммуникация изображениями более социально приемлема".
Появляется новое исследование, которое предполагает, что взрослые с особенностями развития и расстройствами коммуникации могут извлечь выгоду от внедрения PECS. Другие пытались объединить обучение PECS с видео моделированием.